# 中華語文知識庫
中華語文知識庫（英語： 或 ）
源於中華民國總統馬英九於2008年提出的文化政策白皮書——「兩岸民間合編中華大辭典」，最初目的是為了弭平兩岸民眾溝通的障礙，隨後交由中華文化總會規劃，在會長劉兆玄融入數位整合及雲端運算的概念下，發展成為提供華文詞語查詢、漢字藝術賞析的知識型網站
初期主要提供的內容，以兩岸合作編纂的「中華語文工具書」為主，內容包括《兩岸常用詞典》、兩岸學術名詞中譯對照、兩岸中小學教科書常用學術名詞中譯對照。臺灣方面，由中華文化總會統籌相關工作，邀請前教育部國語推行委員會主任委員李鍌教授組織專業編審團隊；大陸方面則由中國辭書學會出面作為對口單位，由《現代漢語規範詞典》主編李行健教授負責相關工作。
中華語文知識庫已於2012年2月8日上午10時30分正式上線，分為臺灣版及大陸版，分別以正體字及簡化字提供網站服務。臺灣版網站除了以http://chinese-linguipedia.org作為官方網址，甚至註冊中文域名：http://中華語文知識庫.tw、http://中華語文知識庫.臺灣，藉由宣傳中文網域，達到推廣中文的目的

## 中華語文知識庫工具書
中華語文知識庫預計於2012年6月出版《兩岸常用詞典》。這部辭典在兩岸專家密集合作下，僅花費一年又三個月，就編審完成5千多個單字、近3萬筆詞條，可視為「兩岸民間合編中華大辭典」的階段性成果。
《中華語文大辭典》屬於《兩岸常用詞典》的擴編，以收釋現代漢民族共同語（臺灣稱「國語」，大陸稱「普通話」）中的通用詞語為主，同時適當收釋一些雙方各自特有而常用的詞語，反映兩岸用法異同，以方便兩岸交流和一般民眾使用。截至2015年12月，本辭典已收10,943字（含多音字則為13,004字）、複音詞和固定短語88,735條，合計共99,678條（含多音字則為101,739條）。大陸電子版於2016年7月發佈，印刷版將於2018年出版發行。